# Società Polisportiva del Littorio Alma Juventus Fano 1942-1943
Questa voce raccoglie le informazioni riguardanti la Società Polisportiva del Littorio Alma Juventus Fano nelle competizioni ufficiali della stagione 1942-1943.

## Rosa
| N. |                   | Ruolo | Calciatore       |
| -- | ----------------- | ----- | ---------------- |
|    | Italia (bandiera) | P     | E. Andreoni      |
|    | Italia (bandiera) | A     | E. Bacchiocchi   |
|    | Italia (bandiera) | A     | Bruno Biagiotti  |
|    | Italia (bandiera) | A     | Athos Bolli      |
|    | Italia (bandiera) | D     | Ermete Busca     |
|    | Italia (bandiera) | C     | Raul Calabrò     |
|    | Italia (bandiera) | C     | Pietro Cecchini  |
|    | Italia (bandiera) | D     | Franco Franchini |
|    | Italia (bandiera) | D     | G. Gambini       |
|    | Italia (bandiera) | A     | N. Giommi        |
|    | Italia (bandiera) | A     | Odo Godoli       |
|    | Italia (bandiera) | A     | O. Gregorini     |
|    | Italia (bandiera) | D     | C. Isotti        |
|    | Italia (bandiera) | A     | G. Lombardi      |

| N. |                   | Ruolo | Calciatore            |
| -- | ----------------- | ----- | --------------------- |
|    | Italia (bandiera) | A     | Gilberto Macrelli     |
|    | Italia (bandiera) | C     | Luigi Magni           |
|    | Italia (bandiera) | P     | Enzo Mei              |
|    | Italia (bandiera) | C     | Ferruccio Ortensi     |
|    | Italia (bandiera) | A     | G. Rodomonti          |
|    | Italia (bandiera) | A     | A. Santolini          |
|    | Italia (bandiera) | A     | Antonio Serafini      |
|    | Italia (bandiera) | D     | Dante Servadio        |
|    | Italia (bandiera) | C     | M. Servigi            |
|    | Italia (bandiera) | A     | Ottorino Silvestrelli |
|    | Italia (bandiera) | P     | R. Tambini            |
|    | Italia (bandiera) | C     | G. Tecchi             |
|    | Italia (bandiera) | D     | F. Verna              |